# Anta de Alto da Toupeira
L'Anta de Alto da Toupeira (aussi appelé, Anta de Salemas) est un dolmen situé dans la freguesia de Lousa (pt), sur le territoire de la municipalité de Loures (district de Guarda, Portugal). 
Le mot anta est l'équivalent portugais d'« ante » (pilier terminal d'un temple grec ou romain), mais il est aussi employé pour désigner les pierres d'un dolmen ou le dolmen lui-même. Environ 5 000 structures mégalithiques de ce type ont été construites au Néolithique dans l'ouest de la péninsule Ibérique par les successeurs de la culture de la céramique cardiale ou Cardial.

## Description
Ce monument mégalithique, datant de l'époque du Chalcolithique, est dissimulé par un bosquet d'arbres à environ 100 m au sud de la grotte de Salemas (Cave of Salemas (en)). Il s'agit de l'un des nombreux sites archéologiques de la même zone, incluant la grotte. 
Bien qu'il ait probablement été identifié par l'archéologue portugais du XIXe siècle Carlos Ribeiro (en), il a été étudié et dessiné pour la première fois le 17 janvier 1944 par les archéologues allemands Georg and Vera Leisner (en). Cependant, aucune fouille n'a été effectuée avant novembre 1959, date à laquelle Vera Leisner et O. V. Ferreira ont effectué des fouilles limitées et corrigé le plan précédent. Ces fouilles les ont conduits à décrire le dolmen comme une nécropole à chambre polygonale, dépourvue du couloir d'entrée habituel des dolmens similaires de la région. Ils ont estimé ses dimensions à 5,50 × 5,00 m, avec une hauteur maximale de 2,00 m. Cinq orthostates de calcaire du Crétacé supérieur subsistent sur le site, dont l'une aurait constitué la dalle de recouvrement. Bien que des recherches plus approfondies doivent encore être menées, d'autres archéologues pensent que des fouilles plus poussées pourraient aboutir à la découverte d'un couloir d'accès.
Les fouilles ont permis de découvrir plusieurs objets, mais les archéologues ne savent pas s'ils proviennent de l'Anta, de la grotte ou d'un autre dolmen, apparemment mentionnée par les Leisner, mais non identifiée depuis. Parmi les objets découverts figurent une idole cylindrique, une hache en amphibole, un ciseau en cuivre, une pointe de flèche en cuivre et un pendentif. Ces objets sont conservés au Museu Geológico de Lisboa (pt).